# Distichodus petersii
Distichodus petersii é uma espécie de peixe da família Distichodontidae.
É endémica da Tanzânia.
Os seus habitats naturais são: rios.